# Земаница
Земаница је насеље у општини Лепосавић на Косову и Метохији. Површина катастарске општине Земаница где је атар насеља износи 724 ha. По положају село је разбијеног типа и налази се са леве и десне стране Земаничко-Дренске реке на западним обронцима Копаоника. Удаљено је 13 km северно од Лепосавића.
Гранична села су: на северу Миоковиће и Црнатово, на западу Симићиште, заселак Остраћа, а на југу је Витановиће.
Средња надморска висина села је 720 метара.
Село је асфалтним путем повезано са важнијим саобраћајницама које пролазе долином реке Ибра.
Иако се село под овим именом не помиње у писаним изворима, сигурно је да је постојало у средњем веку, јер име подсећа на средњовековни начин радње полуслободних сељака – рад кулуком, бесплатно или рад заманицом (помоћ у пословима за које је потребна већа радна снага, заједнички рад, моба). Вук Караџић у „Даници” за 1828. годину помиње Заманицу као село које су под својом командом држали Карађорђеви устаници.
У селу се налази старо гробље са ретким примерцима старих надгробних споменика и црква посвећена св. Николи, претпоставља се да је из 16. века, а обновљена је 2000. године.

## Демографија
- попис становништва 1948: 168
- попис становништва 1953: 185
- попис становништва 1961: 226
- попис становништва 1971: 230
- попис становништва 1981: 187
- попис становништва 1991: 158

У селу 2004. године живи 166 становника и броји 38 домаћинстава. Данашње становништво чине родови : Планићи, Спасићи, Илићи, Савићи, Петровићи, Поповићи, Михајловићи, Миловановићи, Јовановићи, Даниловићи, Стевановићи, Милићевићи.